# Europese mastodont
De Europese mastodont (Mammut borsoni) is een uitgestorven mastodont die tijdens het Plioceen leefde.
In oktober 2006 werden twee slagtanden en een onder- en bovenkaak gevonden in bij het Griekse dorp Milia. De slagtanden hebben een lengte van 5,02 en 4,58 meter en zijn hiermee de grootste die ooit zijn gevonden. In Nederland is bij Liessel in Noord-Brabant materiaal gevonden.